# Coco Chanel

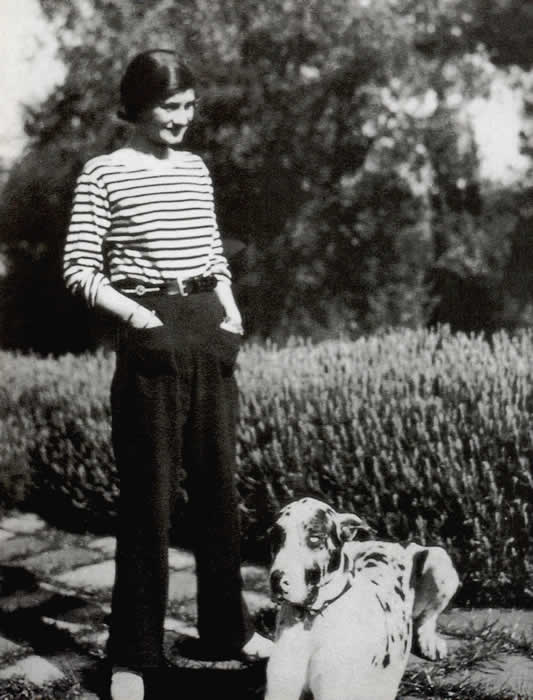
Coco Chanel 1928-ban

Gabrielle „Coco” Chanel (Saumur, 1883. augusztus 19. – Párizs, 1971. január 10.) francia divattervező, a Chanel divatház alapítója, az haute couture, a francia elegancia és a 20. század divatjának egyik legkiemelkedőbb képviselője. A modern, felszabadult, elegáns és dinamikus nő szimbóluma.
Tartós divattá tette a rövid szoknyát, a „kis fekete ruhát”, a csillogó kosztümékszereket és mindenekelőtt a világ legnépszerűbb parfümjét, a Chanel N°5-öt. Meghatározó ismertetőjegyei közé tartozik a tweed anyagból készített kosztüm, a kamélia virág, a több soros gyöngyből készült kosztümékszerek és a bézs színű, fekete orrú lábbeli.
Nevéhez fűződik a modern divat megalapozása. Szabászati stílusát az egyedi, férfias vonású, letisztult, néhol tengerészek és katonák öltözetére emlékeztető stílusjegyek jellemzik.
"Fekete ruhája és fehér gyöngyei forradalmasították a nőt és a női öltözködést." (Christian Dior)

## Életpályája

### Gyermekkora
Gabrielle Chanel 1883 nyarán Saumur-ben látott napvilágot. Édesapja Albert Chanel vándorkereskedő, édesanyja Jeanne Devolle varrónőként dolgozott, így meglehetősen szerény körülmények között nevelték gyermekeiket.
Édesanyja 33 évesen gümőkórban meghalt. Ennek hatására az amúgy is szeszélyes apja úgy döntött, hogy elhagyja családját, és Amerikába megy szerencsét próbálni. Az alig 12 éves Gabrielle és lánytestvérei, Julie-Berthe és Antoinette, a ciszterciek által működtetett aubazine-i árvaházba kerültek. Fiútestvéreit, a 6 éves Lucient és a 10 éves Alphonse-t egy tanyára küldték dolgozni a szociális munkások.
Gabrielle forradalmi stílusán markáns nyomot hagytak a zárdában töltött kemény évek. A semleges színek, a keményített gallérok és az egyenes vonaltervezés mind-mind az árvaház építészeti stílusát és az ott dolgozó nővérek egyenruháját idézik. A Chanel divatház logója a ciszterci rózsaablakokon összefonódó "C" betűkből merített ihlet eredménye. Egy másik legenda szerint logóját inkább az 1920-as években Irène Bretz kastélyában (Château de Crémat, "C C") töltött vakáció ihlette.)
Gabrielle 18 éves korában a kanonok által működtetett moulins-i Notre-Dame intézetbe került, ahol elsajátította a varrás művészetét. Varrónői munkásságát 1903-ban babaruhák és kelengyék varrásával kezdte a Maison Grampayre-nél.

### Gabrielle-ből Coco lesz
5 évvel később Gabrielle letette a tűt és a cérnát, útnak indult, és szerencsét próbált Vichyben élő bácsikájánál. Akkoriban úgy gondolta, hogy a színpadi szereplés sokkal szórakoztatóbb és tartalmasabb életforma, mint a varrónői állás, így rögtön háttérszerepet is vállalt a "La Rotonde" című, kávézókban előadott darabban. Pár hónappal később már olyan színdarabokban is megjelent, ahol énekelnie kellett. A hivatalnokokból álló közönség pedig rajongott az általa előadott sanzonokért. Leghíresebb színpadi száma a "Qui qu'a vu Coco dans l'Trocadéro?" meghozta neki a sikert, és ettől fogva mindenki "Cocó"nak hívta.

### A kezdetek
Vagyonos udvarlók rajongták körül. Ekkoriban találkozott Étienne Balsannal, a jómódú hivatalnokkal, neki köszönhetően ismerte meg Coco a felsőbb társadalmi réteg szokásait és etikettjét. Románcuk azonban néhány hónap után véget ért. Balsan baráti körében ismerkedett meg Gabrielle Arthur Capellel, egy gazdag angol bankár fiával, akit a későbbiekben "Boy"ként, Gabrielle első szerelmeként emlegettek. Capel az első világháború alatt szénszállításból gazdagodott meg, és saját lovaspóló csapattal rendelkezett. 1909-ben Gabrielle otthagyta az énekesnői pályát, és Párizsba költözött szerelméhez.

Capel anyagi segítségével Coco megvette Étienne Balsan garzonlakását a boulevarde Malesherbes-en, és kalapkészítő műhelyt nyitott. 1910-ben megnyílt Gabrielle első üzlete a << CHANEL MODES >>. A 21 rue Cambon tökéletes helyszínnek bizonyult, hiszen ezen a környéken élt az eleganciát kedvelő párizsi felső osztály, és mindössze pár lépésre volt a Vendôme tértől és a luxus francia fellegvárától, a rue du Faubourg Saint-Honorétól. Az itteni sikereket követően két újabb üzletet nyitott: 1913-ban Deauville-ban és 1914-ben Biarritzban.
Mivel a kalapok óriási sikert arattak, Coco úgy döntött 1918-ban, hogy újabb üzletet nyit a Cambon utcában, a 31-es szám alatt. Ez az üzlet már a mai butik fogalmának felelt meg: a ruhák és kalapok mellett helyet kaptak az ékszerek, a szépségápolási termékek és a legendás Chanel N°5 parfüm. Ekkoriban a földszinten volt maga a butik, az első emeleten a ruhakollekciók, a másodikon pedig Coco lakása (itt dolgozott Karl Lagerfeld tetőig úszó fényáradatban).

### A siker parfümje
Coco Chanel 1921-ben egy a Francia Riviérán töltött vakációja során találkozott Ernest Beaux-val, a híres parfümkészítővel. Chanel, akiről ebben az időben egész Párizs beszélt, arra kérte Ernest, hogy készítsen neki egyedi parfümöt. Coco kifejezetten különleges illatra vágyott, egy olyan összetételt szeretett volna, ami mesterséges, mint a felső szabászati ruhastílus "egy női parfüm, aminek nő illata van". Ebben az időszakban ez azért volt különleges, mert eddig minden illatszer alapanyagául virágok szolgáltak, s így természetesnek minősültek. A fiatal vegyész, már évek óta tanulmányozta az aldehideket. Ezek olyan szintetikus anyagok, amelyek a desztillálási folyamat során egyre erősödő természetes virágillatot fejlesztenek. Chanel beleegyezett, hogy kipróbáljon néhány mintát.
Intim kapcsolatban élt az emigráns Dmitrij Pavlovics Romanov orosz nagyherceggel. Ő rajzolta a Chanel N° 5 első flakonját, ami nem volt más, mint a cári testőrség vodkásüvege. A flakon azóta többször formát váltott.
A Chanel N°5 nem csak azért különleges, mert ez az első mesterségesen alkotott parfüm, hanem azért is, mert Coco ezzel a lépésével új tendenciát indított: innentől kezdve minden neves divatház saját parfümmel is rendelkezett.
Coco az Ernest által ajánlott mintasorozatból szándékosan az 5. ampullát választotta, mert ez volt a szerencseszáma. A névválasztás, pedig tudatosan történt: " A kollekciómat az ötödik hónap, ötödik napján indítom el a piacon, így hagyjuk meg neki az ötös számot, amely majd szerencsét hoz neki is".
"Az a nő, aki parfümöt nem visel, annak jövője sincsen." – mondta Coco 1923-ban.

## A tervezés új korszaka

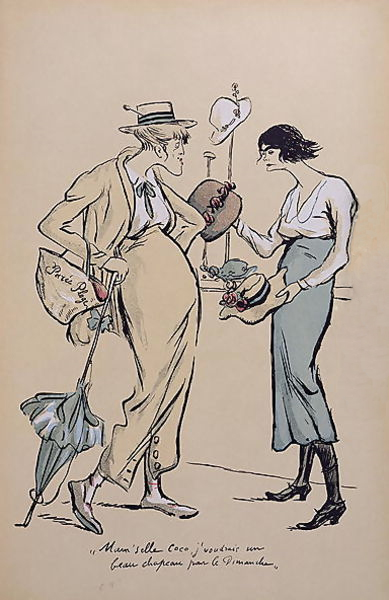
Chanel 1919, Georges Gousat (Sem) karikatúrája

Chanel nyitott volt a környezetére és barátai is inspirálólag hatottak rá. Család helyett művészek, írók vették körül, Igor Stravinsky, Serge Lifar ukrán származású táncos és koreográfus, Szergej Pavlovics Gyagilev, Paul Morand író, diplomata, akadémikus, Pablo Picasso, Salvador Dalí, Jean Cocteau. Hat éven át volt barátnője Hugh Grosvenornak, Westminster hercegének. 1928-ban Skóciában jártak, és onnan hozta haza a tweed kosztümök ötletét. De nem akart férjhez menni, élete végéig Mademoiselle maradt.
Coco Chanel öltöztette mind az európai, mind az amerikai nőket. Az amerikai hölgyek különösen élvezték ruháit, mivel ők a praktikus öltözködést részesítették előnyben, és Chanel teremtette meg az elegáns egyszerűség és kényelem definícióit.
Elvetette az összetett elegancia kellékeit (pl. a fájdalmat okozó fűzőket), és bemutatta a kényelmes és egyszerű elegancia új stílusát. Chanel hatása a divatvilágban akkora volt, hogy más tervezők – mint Dior, Givenchy és Lanvin – lecserélték a különc és extravagáns stílusú ruháikat egy egyszerűbb és meglehetősen alkalmi változatra, azért, hogy visszanyerjék elvesztett vásárlóikat. Vállalkozó szelleme és ruháinak egyszerűsége elsöprő sikert aratott és több millió dollárt hozott számára. Akkoriban Chanelt és ruháit merésznek tartották: a fűzőt félredobta, haját fiúsan rövidre vágatta, férfinadrágot viselt, és hagyta, hogy a nap lebarnítsa bőrét. Vásárlói imádták ruháinak egyszerűségét és eleganciáját, ami éles ellentétben állt a kor komplikált és kényelmetlen öltözködésével. A divatlapok kezdtek rá felfigyelni, és Chanel jellegzetes dzsörzékosztümjei – kardigánszerű felsőrészükkel – divathóborttá váltak Párizsban.
1924-ben fantázia ékszereket kezdett tervezni és készíteni, Etienne de Beaumont, majd Fulco di Verdura ékszertervezőt is elhívta a divatházba. Chanel népszerűsítette a hosszú hamis gyöngyfüzér kosztümékszereket, továbbá a strasszból, gyémántból, rubinból készült karperecekkel és melltűkkel.
1926-ban rukkolt elő a „kis fekete ruhával”, ami egyszerűségével hódított, annak ellenére, hogy a korszak divatja teljesen másról szólt. A Vogue divatkritikusait nyerte meg legelőször, akik a kis feketében a modern nő egyenruháját látták. Kollekciójába felvette az esőkabátot és a blézert is aranyozott gombokkal. Női ruháihoz olyan anyagot választott, mint a tweed és a gabardin, amelyek addig a férfiaknak voltak fenntartva.
1932-ben Chanel újra a híradások középpontjába került. A Guilde internationale du Diamant felkérésére gyémánt ékszereket tervezett, a gyémántokat platinára dolgozták rá. Ilyen extravagáns dolgokat csak ő engedhetett meg a gazdasági válság nehéz éveiben.
1935-ben 4000 alkalmazott dolgozott nála, a rue Cambonban 5 lakóháza volt, és évente kb. 28 000 modellt adott el.
1939-ben bezárt a varroda és a divatház. Chanel először vidékre ment. De mivel akkori szeretője, Hans Gunther von Dinklage német katonatiszt volt, kollaboránsnak számított, és 1944-ben Svájcba menekült. Saint-Moritzban élt, ahol újra találkozott az emigrációban élő Paul Morand-nal, akinek elmesélte életét.
A háború utáni időszak döntő volt Chanel számára. Amikor visszatért Svájcból, Franciaország lelkesen ünnepelte Christian Dior új divattrendjét. A 71 éves Mademoiselle készen állt az újabb csatára. 1954-ben megnyílt a rue Cambon-i műhely, új kollekció született, de a kritika hűvösen fogadta. 1955-ben megjelent a láncos steppelt táska végső formájában, 1957-ben pedig a fekete orrú szandál. 1955-ben kreálták a divatház első férfi parfümjét, a Pour Monsieur-t. Még ugyanebben az évben Marilyn Monroe nyilvánosan kijelentette, hogy a Chanel N° 5 néhány cseppje nélkülözhetetlen az éjszakáihoz. Ez újabb ragyogó elismerést jelentett.
1957-ben Mademoiselle Chanelnek ítélték a Neiman Marcus Fashion-díjat Dallasban. Amerikában is népszerűek voltak modelljei, Jaqueline Kennedy rózsaszínű Chanel-kosztümöt viselt a merénylet idején.

## Filmek az életéről

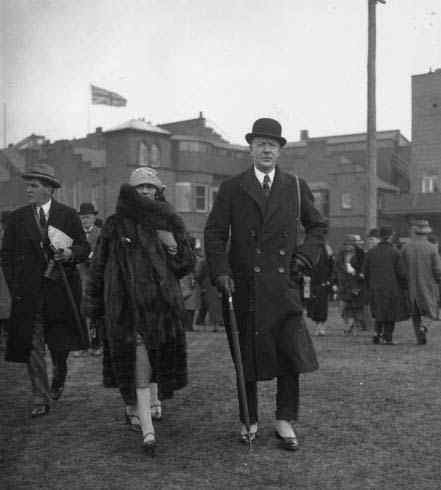
Coco Chanel és Hugh Grosvenor, Westminster hercege

- 1981: Chanel solitaire, angol–francia film[15]
- 2008: Coco Chanel, két részes angol–francia–olasz TV-film[16]
- 2009: Coco avant Chanel, francia film[17]
- 2009: Coco Chanel et Igor Stravinsky, francia film[18]
- 2024: The New Look, amerikai életrajzi dráma tévésorozat